# Versus de Verona
Versus de Verona (o Veronae rythmica descriptio) è un poema di cento versi in trentatré strofe, scritto alla fine dell'VIII secolo. È detto anche Ritmo pipiniano perché composto da un anonimo, probabilmente un monaco, in onore di re Pipino, figlio di Carlo Magno, re d'Italia e di Verona.
È un documento importante, in quanto descrive una Verona medioevale in parte distrutta dal terremoto del 3 gennaio 1117.
Si basò sul modello del precedente poemetto Versum de Mediolano civitate scritto anni prima da un anonimo dedicato al capoluogo Lombardo.